# 明城镇 (磐石市)
明城镇，是中华人民共和国吉林省吉林市磐石市下辖的一个乡镇级行政单位。

## 行政区划
明城镇下辖以下地区：
安泰社区、怡园社区、明城村、五星村、古城村、洞口村、石山村、联合村、梨树村、迎南岭村、永兴村、富民村、幸福村、玻璃河村、葫芦细村、永红村、蛤蚂村、桃山村、七间房村和下鹿村。